# Black Veil Brides IV
Black Veil Brides es el nombre del cuarto álbum de la banda estadounidense Black Veil Brides, lanzado el 27 de octubre de 2014. Cuenta con 11 canciones. El sencillo de este álbum tiene por nombre Heart of Fire y el vídeo de este fue lanzado el 6 de octubre de 2014. Su segundo sencillo lleva por nombre Goodbye Agony y el video fue lanzado el 31 de octubre del mismo año.

## Listado de canciones
| No. Pista | Canción               | Duración |
| --------- | --------------------- | -------- |
| 1         | Heart of Fire         | 3:21     |
| 2         | Faithless             | 4:48     |
| 3         | Devil In The Mirror   | 3:30     |
| 4         | Goodbye Agony         | 4:09     |
| 5         | World of Sacrifice    | 3:30     |
| 6         | Last Rites            | 3:33     |
| 7         | Stolen Omen           | 3:47     |
| 8         | Walk Away             | 5:57     |
| 9         | Drag Me to The Grave  | 3:45     |
| 10        | The Shattered God     | 4:03     |
| 11        | Crown of Thorns       | 3:39     |
| 12        | Sons Of Night (Bonus) | 3:30     |

- Datos: Q18149158